# Précambrien
Stratigraphie
Phanérozoïque (éon)
Subdivisions
- Hadéen
- Archéen
- Protérozoïque

Le Précambrien est un superéon regroupant les trois premiers éons de l'histoire de la Terre (Hadéen, Archéen et Protérozoïque), et précédant le quatrième et dernier (Phanérozoïque). Il couvre la plus grande partie de l'échelle des temps géologiques, puisqu'il s'étend de la formation de la Terre il y a environ 4,560 Ga (milliards d'années) à l'émergence il y a 541 Ma (millions d'années) d'une abondante faune d'animaux à coquille rigide, marquant l'entrée dans la première ère du Phanérozoïque (le Paléozoïque) et sa première période (le Cambrien).

## Étymologie
Le terme de « Précambrien » est assez ancien[évasif], puisqu'il était utilisé[Quand ?][Par qui ?] pour désigner de façon plus ou moins vague la période méconnue précédant l'ère Primaire. Le mot est calqué sur le terme Cambrien, qui vient lui-même du nom latin du pays de Galles, Cambria.
Aujourd'hui, il est toujours utilisé par les géologues et les paléontologues pour désigner les trois premiers éons sous une seule expression. On[Qui ?] a quelque temps[Quand ?] parlé d'éon Cryptozoïque, puis[Quand ?] le triptyque « Protérozoïque », « Archéen » et « Hadéen » a mis ce terme en désuétude.

## Environnement planétaire au Précambrien
Bien que le Précambrien couvre 88 % de l'histoire de la Terre, il reste encore bien moins connu que les douze périodes géologiques qui lui succèdent lors du Phanérozoïque.

### Formation de la Terre
Le système solaire s'est formé il y a 4 567 Ma. La proto-Terre se serait formée par accrétion de matière résiduelle au sein d'une nébuleuse primitive, il y a environ 4 560 Ma.
Selon toute vraisemblance, peu après avoir pris sa forme grossièrement sphérique, elle aurait été percutée par une proto-planète de la taille de Mars appelée Théia. Cet « impact géant » se serait produit vers −4 533 Ma. Les débris éjectés auraient alors formé un anneau de matière autour de la Terre. Cet anneau de matière aurait donné naissance, par le même processus d'accrétion, au seul satellite naturel de la Terre, la Lune.
Certains spécialistes datent le début de l'Hadéen au moment de cet évènement.
Une croûte terrestre stable semble en place vers 4 400 Ma, comme l'indiquent les cristaux de zircon retrouvés dans l'ouest de l'Australie (datés vers 4 404 ± 8 Ma).

### L'atmosphère réductrice
L'atmosphère primitive est due au dégazage de la Terre. Une activité volcanique importante y contribue. Les gaz volcaniques sont constitués de vapeur d'eau à plus de 80 %, de dioxyde de carbone entre 6 et 12 %, d'H2S ou de SO2 à 3 %… Après refroidissement, une grande part de cette eau va se condenser pour former les océans. L'atmosphère résultante, riche en diazote, dioxyde de carbone, eau, dioxyde de soufre et peut-être chlorure d'hydrogène, ammoniac et méthane, serait hostile à la vie actuelle.
Entre −3,4 et −2,2 Ga, les paléosols montrent un appauvrissement en fer. Celui-ci, solubilisé en fer ferreux (Fe2+) par l'atmosphère modérément réductrice, s'accumule dans les océans et précipite sous forme de pyrite ou d'oxydes dans les gisements de fer rubanés (−3,8  à   −1,8 Ga). Compte tenu des éléments présents dans l'air, le sol et l'eau, les couleurs dominantes devaient être le rouge pâle pour le sol et le vert olive pour les océans.
La constance du δ13Corg, le carbone 13, depuis −3,5 voire −3,8 Ga, indique une fixation du carbone par l'enzyme Rubisco. La vie est en fait le fruit de l’évolution de la matière organique, située à des niveaux d’organisations et de structurations très complexes. La matière organique est caractérisée par des échanges chimiques réalisés entre les différentes molécules composées de carbone, d’azote, d’oxygène, d’hydrogène, de phosphore, etc. Ces échanges sont alors effectués à partir de différentes réactions d’oxydoréductions ou de transferts d’électron. Il s’agit en fait, d’un phénomène purement chimique, fondé sur l’échange d’électrons ou d’atome d’hydrogène. La vie sur terre est construite sur la chimie du carbone, en raison de son potentiel électrochimique (électronégativité) très élevé qui se montre capable d’entretenir quatre liaisons chimiques différentes à la fois. Ces propriétés augmentent les différentes possibilités de combinaisons atomiques et moléculaires, portées sur la diversification des molécules organiques. La multiplicité de ces combinaisons constitue un phénomène nécessaire aux différents processus d’évolution et de développement de la vie. Ce type de réaction chimique appliqué aux différentes molécules centrées sur la chimie carbone, est représenté et regroupé à l’intérieur des différentes réactions biochimiques de la matière vivante.
L’énergie des atomes provient essentiellement de leurs différentes configurations électroniques, c’est-à-dire du nombre total d’orbites remplies d’électrons et formant différentes couches superposées que possèdent les atomes, et du nombre d’électrons de valence situés sur la dernière orbite de l’atome et déterminés par la distance de ses derniers au noyau. Cette configuration électronique est déterminée par le nombre de protons confinés à l’intérieur du noyau atomique et qui est toujours le même que le nombre total d’électrons, sauf dans les états d’ionisation de la matière ; l’atome présente donc une charge et un potentiel électrique neutre. Ces différents attributs de l’atome détermineront les différents potentiels réactionnels électromagnétiques et électrochimiques de la matière, c’est-à-dire de l’électronégativité ou de l’électropositivité d’un atome ou d’un élément chimique. Le remplissage ou la soustraction en électron(s) de la dernière couche électronique de valence, qui s’effectuent d’une manière bien spécifique d’une couche électronique à l’autre, donne aux atomes ou aux éléments chimiques, certaines propriétés ioniques et électriques supplémentaires.
Les réactions d’oxydoréduction impliquent des atomes donneurs d’électrons ou des molécules donneuses d’atomes d'oxygène ; ils seront alors oxydés après la réaction, comme pour le gaz carbonique (CO2) qui est l’état d’oxydation maximum pour le carbone. Ici le carbone a donné deux de ses électrons de valence à chacun des atomes d’oxygène, de façon à établir les deux liaisons covalentes. L’oxygène présente une affinité ou une électronégativité chimique plus grande que le carbone, le rendant ainsi beaucoup plus réactif que ce dernier, envers les différentes réactions électrochimiques de la matière. L’état d’oxydation donne aux atomes et aux molécules une certaine forme de stabilité réactionnelle, par rapport à leur état plus réduit se trouvant alors dans un milieu à forte teneur en oxygène. Ainsi l’hydrogène, qui est l’élément le plus électropositif et le plus simple du tableau périodique, ne possédant qu’un seul proton et un seul électron, aura tendance à se joindre et à donner son électron aux éléments chimiques les plus électronégatifs, comme l’oxygène pour former entre autres des molécules d’eau (H2O). Dans ce cas l’hydrogène, tout comme le carbone de l’exemple précédent, est dans un état oxydé et l’oxygène est dans un état réduit, ayant capturé deux nouveaux électrons, rendant ainsi la molécule d’eau plus stable envers les réactions électrochimiques. L’oxygène a la fâcheuse habitude de voler les électrons à ses partenaires tout en les oxydant du même coup.
Il y a aussi les molécules ou les atomes accepteurs d’électrons ou d’atomes d’hydrogène ; ils seront alors réduits après la réaction, comme pour le méthane (CH4) qui est l’état de réduction maximum pour le carbone. Ici les quatre atomes d’hydrogène ont donné au carbone leur seul électron de valence, pour ainsi former les quatre liaisons covalentes de cette molécule. Ici l’hydrogène est dans un état oxydé, ayant joué le rôle d’un agent réducteur pour le méthane, tout comme le carbone dans la molécule de CO2, et le carbone est dans un état réduit, ayant joué le rôle d’un agent oxydant pour cette molécule, tout comme l’oxygène dans la molécule de CO2. Les molécules de méthane (CH4) ou gaz des marais, seront donc très réactives et inflammables en présence d’oxygène moléculaire (O2) contenu dans l’atmosphère, ou envers d’autres atomes ou molécules présentant une électronégativité, une affinité ou une attirance chimique plus grande, comme l’azote, le fluor et le chlore par exemple, pouvant provoquer ainsi différentes réactions chimiques très rapides, et pouvant même être à l'occasion très explosives. Ainsi selon la proportion d’atomes d’oxygène et d’hydrogène entrant dans la composition des différents composés chimiques ou organiques, ils seront soit dans un état oxydé ou réduit. Comme pour les hydrocarbures, les acides gras, les graisses représentées par les lipides, et tous les hydrates de carbone regroupant les sucres. Ces différents composés organiques sont très réactifs, en présence d’oxygène ou d’atomes présentant des affinités et des propriétés équivalentes, ils sont caractérisées par leurs différents états réduits, pouvant ainsi servir de réserves d’énergie pour toutes sortes de réactions biochimiques effectuées à l’intérieur des cellules.
Les différents processus pouvant conduire à l’origine et à l’évolution de la vie font donc partie intégrante des lois de la nature. Étant tout simplement une forme d’organisation supérieure que peut prendre la matière, qui «cherche» ainsi par tous les moyens possibles et selon ses différentes propriétés, à établir des affinités électrochimiques de plus en plus complexes entre les différents composants d’un milieu quelconque. Ceci afin d’acquérir une certaine forme d’équilibre envers leurs différents potentiels d’énergie, et non étant le seul fruit du hasard. Ainsi après la formation d’un système planétaire et selon les conditions du milieu, face aux différentes conditions nécessaires à l’éclosion et au maintien de la vie, celle-ci se développera petit à petit à la surface de la planète en formation et prendra par la suite toutes sortes de directions évolutives, pouvant alors se manifester sous différentes formes de vie biologique. Et pourquoi pas, pour finalement atteindre le niveau d’évolution et de développement conduisant à la prise de conscience, comme cela a déjà eu lieu sur notre propre planète.
Certaines des molécules organiques, qui sont essentielles au développement initial de la vie, sont déjà présentes dans les différents milieux interstellaires, lors de la formation des systèmes protoplanétaires et situées entre autres, à l’intérieur des gigantesques nuages moléculaires galactiques. Matière organique dont nous retrouvons de plus en plus les traces à l’intérieur de notre propre galaxie. Plusieurs centaines de molécules interstellaires ont déjà été répertoriées jusqu’à ce jour, dont une soixantaine sont d’origine organique entrant dans la fabrication ou constituant tout simplement la matière vivante actuelle. Les conditions gravitationnelles étant alors favorables à la concentration de tous ces éléments chimiques et organiques à la surface des objets planétaires en formation, comme les grains de poussière, les cailloux, les planétésimaux, les comètes, les astéroïdes et les planètes. Il est donc rendu possible de poursuivre et de comprendre mieux la suite des évènements, qui sont alors axés sur l’origine et l’évolution de la vie.
À partir du moment où nous retrouvons dans l'environnement interstellaire du carbone et de l’oxygène en abondance, la chimie du carbone peut alors se mettre en branle. Les molécules présentes dans ce nuage sont plus complexes que l'on pourrait le croire. Certes, au gré des chocs, le carbone se combine avec les autres atomes présents (surtout de l'hydrogène), mais surtout la présence de poussières fournit un substrat sur lequel se produisent des réactions chimiques qui utilisent l'énergie du rayonnement stellaire. Ces poussières (de 0,1mm ou moins), en rapprochant les atomes et les molécules avant leur interaction, jouent le même rôle que les catalyseurs minéraux (mousse de platine par exemple) utilisés en chimie ou l'ion H3+. Les molécules formées résultent principalement de combinaison avec de l’hydrogène. Ces poussières forment des structures floconneuses comportant de la glace amorphe de haute densité, se comportant comme un fluide visqueux, des silicates et des molécules à base de carbone (hydrocarbures simples principalement). Ces particules vont s’agréger pour former deux types de corps solides : les planètes telluriques près du soleil et, plus loin, les noyaux des futures comètes.

### L'atmosphère oxydante
La production de dioxygène atmosphérique a commencé avec l'apparition de la photosynthèse chez les cyanobactéries, dès −3,5 Ga. Il en résultera, à −2,4 Ga, une crise écologique appelée la « Grande oxydation » ou « Catastrophe de l'oxygène ». L'oxygène était en effet toxique pour les organismes anaérobies de l'époque. L'oxygène a réagi avec les grandes surfaces oxydables présentes à la surface de la Terre (principalement, le fer).
À −2,2 Ga, l'augmentation du δ13Corg dans les carbonates s'explique par une fossilisation de matière organique plus importante, notamment dans les stromatolites, des structures en carbonate de calcium édifiées par des cyanobactéries. Ceci a pour effet d'enrichir l'atmosphère en dioxygène. C'est à cette date qu'apparaissent les formations ferrifères rubanées ou couches rouges, preuve d'une atmosphère oxydante. À partir de −1,8 Ga, les paléosols s'enrichissent en fer. La pression partielle de dioxygène est de l'ordre de 15 % de l'actuelle. Après un épisode glaciaire à −700 Ma et ses nouveaux gisements de fer rubanés, les océans cessent d'être anoxiques pour devenir riches en sulfates. Les métazoaires se développent.

### Climat
Au début de l'Archéen, l'activité solaire plus faible était compensée par une atmosphère très chargée en gaz à effet de serre. La température était élevée. L'analyse isotopique du silicium montre que la température des océans a décru de 70 °C il y a 3 500 Ma, à 20 °C il y a 800 Ma. Si cette atmosphère s'était maintenue, la Terre ne serait plus habitable aujourd'hui.
Une quantité importante de carbone atmosphérique a pu être progressivement captée sous forme de carbonate de calcium, lequel précipite au fond des océans. Le carbone se retrouve ainsi piégé dans les roches sédimentaires. La tectonique des plaques en restitue une partie à l'atmosphère au travers de l'activité volcanique (cycle lent du carbone). Le lent appauvrissement de l'atmosphère en dioxyde de carbone aboutit à la glaciation huronienne vers −2,2 Ga.
Quatre périodes de glaciation marqueront l'ère Néoprotérozoïque, entre −1 000  et   −541 Ma. La mieux connue est la glaciation Varanger. La Terre, complètement gelée pendant plusieurs millions d'années, évoque alors une « boule de neige ».

### Tectonique des plaques
La tectonique des plaques du Précambrien est très peu connue. Il est généralement admis que l'essentiel des masses terrestres formait un seul et unique supercontinent, Rodinia, il y a un milliard d'années. Il se scinde en plusieurs morceaux vers −600 Ma. L'activité volcanique correspondante augmentera les concentrations de CO2 atmosphérique et mettra un terme au cycle de glaciations.

## Vie avant le Cambrien
On ne sait pas dire avec certitude quand la vie est apparue sur Terre. La présence de microfossiles dans les sédiments les plus anciens connus sur Terre ou les analyses isotopiques sur du carbone considéré comme d'origine biologique retrouvé dans ces roches font l'objet de nombreux ouvrages ou publications,.

### Fossiles les plus anciens
Les fossiles confirmés les plus anciens sont des stromatolithes australiens datant d'environ 3,5 Ga,,.
En 2017 des fossiles de « micro-organismes putatifs », datés d'au moins 3,77 Ga voire 4,28 Ga, sont identifiés dans des sédiments ferrugineux considérés comme des dépôts de sources hydrothermales sous-marines, affleurant dans la ceinture de roches vertes de Nuvvuagittuq au Québec,. Il s'agit de tubes et de filaments micrométriques épigénisés en hématite avec une morphologie semblable à celle des micro-organismes filamenteux actuels vivant sur les cheminées hydrothermales ou fumeurs sous-marins.
Cette annonce intervient 6 mois après celle de la découverte de stromatolithes fossiles datant de 3,7 Ga au Groenland mais cette conclusion a été invalidée en 2018.

### Biomarqueurs géochimiques les plus anciens
Des inclusions de carbone, sous forme de graphite, dans des zircons hadéens détritiques de la région de Jack Hills en Australie occidentale ont fait l'objet de mesures isotopiques en 2015. Ces mesures de ratios 12C/13C, aussi appelés δ13C indiquent une origine organique du carbone et un âge de 4,1 Ga. La confirmation de cette découverte placerait l'origine de la vie sur Terre dès l'Hadéen, premier éon de l'histoire de la Terre.

### Apparition des organismes plus évolués
Le développement vers 1,4 Ga des eucaryotes, des organismes aérobies comme des algues unicellulaires, sera déterminante pour l'oxygénation de l’atmosphère terrestre.
Le premier organisme multicellulaire est une algue rouge datée de 1 200 Ma, pendant l'ère Mésoprotérozoïque. Diverses formes de vie à corps mou datées entre 600 et 541 Ma constituent ce qu'on appelle la faune vendienne, c'est-à-dire la faune de l'Édiacarien.
L'apparition d'une grande diversité de petits organismes à coquille (small shelly fauna) à partir de 541 Ma marquera ce qu'on appelle l'explosion cambrienne.

## Subdivisions
La datation radiométrique permet de délimiter les différentes formations du Précambrien.
- Protérozoïque : cet éon s'étend de −2 500 Ma au début du Cambrien à −541 Ma.
  - Néoprotérozoïque : c'est l'ère la plus récente du Protérozoïque ; son début est fixé à −1 000 Ma. Elle correspond à l'ancien « Précambrien Z » de la géologie nord-américaine.
    - Édiacarien : cette période géologique a été définie officiellement en mars 2004 par l'Union internationale des sciences géologiques. Cette période débute il y a environ −635 Ma. Elle a connu l'apparition de la faune de l'Édiacarien à partir de −565 Ma et débouche sur la période du Cambrien à −541 Ma.
    - Cryogénien une proposition de subdivision du Néoprotérozoïque.
    - Tonien une proposition de subdivision du Néoprotérozoïque.

  - Mésoprotérozoïque : c'est l'ère centrale du Protérozoïque, approximativement de −1 600  à   −1 000 Ma. Elle correspond à l'ancien « Précambrien Y » de la géologie nord-américaine.
  - Paléoprotérozoïque : il s'agit du Protérozoïque ancien, approximativement de −2 500  à   −1 600 Ma. Il correspond à l'ancien « Précambrien X » de la géologie nord-américaine.
- Archéen : approximativement entre −4 000  et   −2 500 Ma.
- Hadéen : éon antérieur à −4 000 Ma. À l'origine cet éon était conçu comme antérieur aux premiers dépôts rocheux. Pourtant, quelques cristaux de zircon datés d'environ −4 400 Ma démontrent la présence d'une croûte terrestre pendant cet éon.

Il a été proposé de diviser le Précambrien en cinq éons, caractérisés comme suit :
1. Accrétion et différenciation, avant la Grande collision.
2. Hadéen, correspondant au Grand bombardement tardif (présumé entre -4,1 et −3,8 Ga).
3. Archéen, correspondant aux premières formations de la croûte terrestre (ceinture de pierres vertes d'Isua) jusqu'aux gisements de fer rubanés.
4. Transition, jusqu'aux premières couches rouges continentales.
5. Protérozoïque, caractérisé par la tectonique des plaques et s'étendant jusqu'au Cambrien.